# Enchelycore anatina
Enchelycore anatina, conocida comúnmente como morena tigre, morena picopato o morena de dientes cristalinos, es una especie de pez de la familia de los murénidos en el orden de los Anguilliformes.

## Morfología
Los machos pueden llegar a alcanzar los 120 cm de longitud total.

## Distribución geográfica
Se encuentra en el Atlántico oriental (Azores, Madeira, Islas Canarias, Cabo Verde y Santa Helena).